# West Caicos
West Caicos is een eiland in het Caribisch gebied en onderdeel van de Caicoseilandengroep.
Deze eilanden in de Atlantische Oceaan zijn een Brits overzees gebiedsdeel. De Britse diplomaat Nigel John Dakin (1964) was tussen 15 juli 2019 en 29 maart 2023 gouverneur van de Turks en Caicoseilanden. Plaatsvervangend gouverneur per 15 oktober 2012 tot en met heden is Anya Williams, in 1980 geboren op het eiland Grand Turk. Dakin werd op 29 juni opgevolgd door de Britse advocate Dileeni Daniel-Selvaratnam, afkomstig van Sri Lanka, met wortels in de Tamils. Sinds 2019 is de premier de in 1950 op de Turks en Caicoseilanden geboren Charles Washington Misick. 
West Caicos ligt ten zuidwesten van Providenciales. Het heeft een oppervlakte van 23,3 km². Aan de westkant van West-Caicos wordt de oceaan uit de kust snel meer dan 2000 meter diep. In de oceaan leven zeeschildpadden, bultruggen en verschillende soorten haaien.  
In de jaren 1890 werd West Caicos gereed gemaakt voor plantages waarop, net als op de andere Caicoseilanden, sisal zou moeten worden geteeld. Het eiland is vanaf circa het jaar 1900 onbewoond. De ruïnes van Yankee Town, de belangrijkste plaats, zijn nog aanwezig, evenals overblijfselen van een spoorlijntje voor het vervoer van agrarische producten.
Op het eiland ligt het 200 hectare grote Lake Catherine, een beschermd natuurreservaat. Er leven onder andere flamingo's en schildpadden. Lake Catherine is via ondergrondse gangen verbonden met de oceaan. Getijden en golven veroorzaken beweging in het meer, lijkend op kokend water boven de uitgangen van de grotten op de bodem van het meer. De grootste grotuitgang heet dan ook Boiling Hole (kokend gat).
Er zijn ten minste twee pogingen gedaan om het gehele eiland op te kopen. De eerste poging deed de Dominicaanse dictator Rafael Leónidas Trujillo (1891-1961) die het rond de jaren zestig als schuilplaats wilde gebruiken. Hij werd echter vermoord voordat de overeenkomst werd gesloten. De tweede poging was in 1972, toen een oliemaatschappij het wilde kopen om er een raffinaderij te bouwen. Hoewel de koop niet doorging, ligt er nog wel een landingsbaan die de maatschappij alvast had aangelegd.
Plannen om op het eiland een resort te realiseren voor het bovenste segment van de markt konden nog niet worden voltooid. Het resort zou 'West Caicos Reserve' moeten heten en onder andere moeten bestaan uit een exclusief hotel. Door het faillissement van de financier, de bank Lehman Brothers, werd dit in september 2008 stilgelegd; het project was voor ongeveer 3/4 deel klaar.